# Crinum paludosum
Crinum paludosum là một loài thực vật có hoa trong họ Amaryllidaceae. Loài này được Verd. mô tả khoa học đầu tiên năm 1968.